# Comté de Greene (Illinois)
Pour les articles homonymes, voir Comté de Greene.
Le comté de Greene est un comté de l'État américain de l'Illinois.

## Comtés voisins
| Comté de Pike    | Comté de Scott  | Comté de Morgan   |
| Comté de Calhoun | comté de Greene | Comté de Macoupin |
|                  | Comté de Jersey |                   |

## Transports
- U.S. Route 67
- Illinois Route 16
- Illinois Route 100
- Illinois Route 106
- Illinois Route 108
- Illinois Route 267

## Villes
- Carrollton
- White Hall
- Roodhouse
- Greenfield
- Eldred
- Kane